# Stazione di Casalpusterlengo
Stazione di Casalpusterlengo vasútállomás Olaszországban, Lombardia régióban, Casalpusterlengo településen.

## Vasútvonalak
Az állomást az alábbi vasútvonalak érintik:
- Milánó–Bologna-vasútvonal
- Pavia–Mantua-vasútvonal

## Kapcsolódó állomások
A vasútállomáshoz az alábbi állomások vannak a legközelebb:
- Stazione di Secugnago (Milánó–Bologna-vasútvonal)
- Stazione di Ospedaletto Lodigiano (Pavia–Mantua-vasútvonal)
- Stazione di Codogno (Milánó–Bologna-vasútvonal, Pavia–Mantua-vasútvonal)